# 방회
방회(龐會, ? ~ ?)는 중국 삼국시대 위나라의 장수이다. 방덕(龐德)의 장남이다.

## 생애
방덕과 비슷한 풍채를 지니고 있어 용맹했으며, 방덕이 관우(關羽)에게 참수당했다는 것에 머리 끝까지 불만을 가지고 있었다.
257년에 제갈탄(諸葛誕)의 반란을 진압하는 등 활약했으며, 263년에 종회(鍾會)의 부장으로 발탁되어 촉한(蜀漢) 정벌에 동참, 촉한이 항복하자마자 촉한 전 지역을 샅샅이 뒤져 관우의 후손들을 모두 멸했다. 이후의 행적은 자료가 없어서 알 수 없다.
하지만 최근에 관우의 67대 후손이 발견되어 화제가 되었다. 사실 방회가 멸한 사람들은 관우의 차남인 관흥(關興)의 후손들이었고, 관우의 장남인 관평(關平)의 후손들은 사실상 오나라에 억류되면서 항주에 터전을 잡고 살기 시작했으므로 방회에게 멸족당하지 않았던 것이다.

## 《삼국지연의》에서의 방회
삼국지 연의에서 방회는 아주 짧게 등장한다. 관우의 관을 만들어 짊어지고 출진하는 방덕과 눈물을 흘리며 이별을 하는 장면이 유일하게 삼국지 연의에서 방회가 등장하는 대목이다.